# Andrea Matthies
Andrea Valentina Matthies Bornhorst (Caracas, Distrito Capital, Venezuela; 6 de agosto de 1987) es una periodista, modelo, presentadora de televisión y exreina de belleza venezolana. Participó en el Miss Venezuela 2007.

## Biografía y trayectoria
Es la mayor de los cuatro hijos de Andreas Matthies Todtmann (1956) y Christiane Inga Julia Bornhorst Goetz (1958-2021), ambos descendientes de alemanes. Sus hermanos son: Oriana (1989), Nicolás (1992) y Giuliana (1995). Se inició en el negocio del modelaje a la edad de 15 años, posando para el fotógrafo Erick Peley. Luego trabajó para la Agencia de Modelaje Wilhelmina. Por ese mismo tiempo, apareció en la portada de iD en el Reino Unido. Participó en el Miss Venezuela 2007, representando al Estado Sucre; donde se posicionó en el top 10 semifinalistas y ganó el premio de "Mejor Sonrisa Colgate".
Representó a su país en el Miss Continente Americano 2008, en el concurso de Guayaquil (Ecuador) el 6 de septiembre y fue finalista en los primeros seis.
Desde 2009 hasta el año 2015, apareció en los calendarios de Chicas Polar; de la empresa cervecera venezolana Polar.
En 2010, fue seleccionada como una las figuras del canal turístico televisivo Sun Channel. Matthies, se desempeñó como la conductora de  Vitrina (programa de televisión), de la televisora venezolana Televen. Fue corresponsal del programa Showbiz, de la Cadena estadounidense CNN en Español; hasta 2015.

### Vida personal
El 21 de diciembre de 2013, después de casi cinco años de relación sentimental; se comprometió en matrimonio con su entonces novio (del cual no reveló la identidad) en Miami y en junio de 2014, terminaron la relación.
El 1 de junio de 2015, inició una relación amorosa con Said Jesús Macías González (1980). En 2016, emprendió junto a él; una serie de cortos audiovisuales llamados La Venezuela Posible, transmitidos por Venevisión Plus y Circuito Onda, donde destaca emprendimientos destinados hacia el desarrollo de Venezuela y sus protagonistas.

### Videos
- Youtube: Andrea Matthies - Miss Continente Americano 2008
- Youtube: Andrea Matthies

| Predecesor: Vanessa Gómez | Miss Sucre 2007     | Sucesor: Natasha Domínguez |
| Predecesor: Francis Lugo  | Miss Venezuela 2008 | Sucesor: Andreína Gomes    |

- Datos: Q3303194
- Multimedia: Andrea Matthies Bornhorst / Q3303194